# Tlacuatzin canescens
Tlacuatzin canescens é uma espécie de marsupial da família dos didelfiídeos (Didelphidae). É endêmica do México, onde pode ser encontrada do sul de Sonora a Oaxaca e Chiapas, e na península de Iucatã e ilhas Tres Marías. É a única espécie descrita para o gênero Tlacuatzin.